# Ashley Fisher
Ashley Fisher (* 25. September 1975 in Wollongong, New South Wales) ist ein ehemaliger australischer Tennisspieler, der vor allem im Doppel erfolgreich war.

## Karriere
Fisher begann seine professionelle Karriere auf der ATP Tour 1998 und konnte vier Titel im Doppel gewinnen. Darüber hinaus erreichte er sechs weitere Endspiele, darunter das Finale des Masters-Turniers von Miami 2009 sowie das Halbfinale der US Open 2006.
Seine höchste Platzierung in der Tennisweltrangliste erreichte er im Einzel mit Rang 489 im Juli 2000 und im Doppel mit Platz 19 im Juni 2009. Er beendete am 17. Oktober 2011 seine Karriere.

## Erfolge
| Legende (Anzahl der Siege)                           |
| Grand Slam                                           |
| Tennis Masters Cup ATP World Tour Finals             |
| ATP Masters Series ATP World Tour Masters 1000       |
| ATP International Series Gold ATP World Tour 500 (1) |
| ATP International Series ATP World Tour 250 (3)      |
| ATP Challenger Tour (20)                             |

| Titel nach Belag |
| Hartplatz (3)    |
| Sand (1)         |
| Rasen (0)        |
| Teppich (0)      |

### Doppel

#### Turniersiege

##### ATP World Tour
| Nr. | Datum              | Turnier      | Belag     | Partner        | Finalgegner               | Ergebnis          |
| --- | ------------------ | ------------ | --------- | -------------- | ------------------------- | ----------------- |
| 1.  | 20. Juli 2003      | Amersfoort   | Sand      | Devin Bowen    | Chris Haggard André Sá    | 6:0, 6:4          |
| 2.  | 8. Oktober 2006    | Tokio        | Hartplatz | Tripp Phillips | Paul Goldstein Jim Thomas | 6:2, 7:5          |
| 3.  | 16. September 2007 | Peking       | Hartplatz | Rik De Voest   | Chris Haggard Lu Yen-hsun | 6:73, 6:0, [10:6] |
| 4.  | 26. Juli 2008      | Indianapolis | Hartplatz | Tripp Phillips | Scott Lipsky David Martin | 3:6, 6:3, [10:5]  |

##### ATP Challenger Tour
| Nr. | Datum              | Turnier       | Belag         | Partner          | Finalgegner                           | Ergebnis         |
| --- | ------------------ | ------------- | ------------- | ---------------- | ------------------------------------- | ---------------- |
| 1.  | 16. Juli 2000      | Ostende       | Sand          | Tim Crichton     | Francisco Cabello Damián Furmanski    | 6:4, 2:6, 6:1    |
| 2.  | 6. August 2000     | Segovia       | Hartplatz     | Jason Weir-Smith | Jordan Kerr Damien Roberts            | 7:65, 6:1        |
| 3.  | 9. Oktober 2000    | Austin        | Hartplatz     | Tim Crichton     | Raemon Sluiter Dennis van Scheppingen | 6:1, 6:76, 6:0   |
| 4.  | 12. November 2000  | Seoul (1)     | Hartplatz     | Tim Crichton     | František Čermák Ota Fukárek          | 6:4, 6:4         |
| 5.  | 4. März 2001       | Singapur      | Hartplatz     | Tim Crichton     | Brandon Hawk Kyle Spencer             | 3:6, 6:3, 6:4    |
| 6.  | 9. September 2001  | Curitiba      | Sand          | Tim Crichton     | Emanuel Couto Pedro Pereira           | 6:3, 6:4         |
| 7.  | 3. November 2002   | Nottingham    | Hartplatz (i) | Stephen Huss     | Scott Humphries Mark Merklein         | 6:3, 7:65        |
| 8.  | 2. November 2003   | Waco          | Hartplatz     | Devin Bowen      | Ryan Haviland K. J. Hippensteel       | 6:4, 7:64        |
| 9.  | 4. Januar 2004     | Nouméa        | Hartplatz     | Stephen Huss     | Luke Bourgeois Vince Mellino          | 3:6, 6:4, 6:4    |
| 10. | 21. März 2004      | Mexiko-Stadt  | Sand          | Tripp Phillips   | Federico Browne Rogier Wassen         | 6:4, 2:6, 6:3    |
| 11. | 12. September 2004 | Seoul (2)     | Hartplatz     | Robert Lindstedt | Johan Landsberg Thomas Shimada        | 7:5, 7:60        |
| 12. | 26. September 2004 | Peking        | Hartplatz     | Tripp Phillips   | Justin Gimelstob Graydon Oliver       | 7:5, 7:5         |
| 13. | 6. August 2005     | Vancouver (1) | Hartplatz     | Tripp Phillips   | Huntley Montgomery Rajeev Ram         | 7:66, 1:6, 6:3   |
| 14. | 6. November 2005   | Busan (1)     | Hartplatz     | Tripp Phillips   | Sanchai Ratiwatana Sonchat Ratiwatana | 7:5, 6:3         |
| 15. | 19. November 2005  | Champaign     | Hartplatz (i) | Tripp Phillips   | Justin Gimelstob Rajeev Ram           | 6:3, 5:7, 6:0    |
| 16. | 4. Dezember 2005   | Orlando       | Hartplatz     | Tripp Phillips   | Alex Kuznetsov Mischa Zverev          | 6:0, 2:3 disq.   |
| 17. | 5. August 2007     | Vancouver (2) | Hartplatz     | Rik De Voest     | Alex Kuznetsov Donald Young           | 6:1, 6:2         |
| 18. | 13. September 2008 | Tulsa         | Hartplatz     | Stephen Huss     | Bobby Reynolds Rajeev Ram             | 7:64, 6:3        |
| 19. | 2. November 2008   | Busan (2)     | Hartplatz     | Rik De Voest     | Johan Brunström Jean-Julien Rojer     | 6:2, 2:6, [10:6] |
| 20. | 1. Mai 2011        | Sarasota      | Sand          | Stephen Huss     | Alex Bogomolow Alex Kuznetsov         | 6:3, 6:4         |

#### Finalteilnahmen
| Nr. | Datum              | Turnier           | Belag     | Partner          | Finalgegner                            | Ergebnis           |
| --- | ------------------ | ----------------- | --------- | ---------------- | -------------------------------------- | ------------------ |
| 1.  | 13. April 2003     | Casablanca        | Sand      | Devin Bowen      | František Čermák Leoš Friedl           | 3:6, 5:7           |
| 2.  | 2. Oktober 2005    | Ho-Chi-Minh-Stadt | Hartplatz | Robert Lindstedt | Lars Burgsmüller Philipp Kohlschreiber | 6:5, 4:6, 2:6      |
| 3.  | 28. September 2008 | Peking            | Hartplatz | Bobby Reynolds   | Stephen Huss Ross Hutchins             | 5:7, 4:6           |
| 4.  | 14. Februar 2009   | Johannesburg      | Hartplatz | Rik De Voest     | Dick Norman Jamie Cerretani            | 7:65, 2:6, [12:14] |
| 5.  | 29. März 2009      | Miami             | Hartplatz | Stephen Huss     | Andy Ram Maks Mirny                    | 7:64, 2:6, [7:10]  |
| 6.  | 10. Mai 2009       | München           | Sand      | Jordan Kerr      | Jan Hernych Ivo Minář                  | 4:6, 4:6           |
| 7.  | 26. Juli 2009      | Indianapolis      | Hartplatz | Jordan Kerr      | Ernests Gulbis Dmitri Tursunow         | 4:6, 6:3, [9:11]   |